# Rougeotiana kinibalensis
Rougeotiana kinibalensis là một loài bướm đêm trong họ Noctuidae.